# Erebia cosinida
Erebia cosinida är en fjärilsart som beskrevs av Hans Fruhstorfer. Erebia cosinida ingår i släktet Erebia och familjen praktfjärilar. Inga underarter finns listade i Catalogue of Life.